# Florencio Sánchez (ciudad)
Florencio Sánchez es una ciudad uruguaya del departamento de Colonia, y es sede del municipio homónimo. Lleva el nombre del dramaturgo uruguayo Florencio Sánchez.

## Geografía
La ciudad se ubica al noreste del departamento de Colonia, sobre la cuchilla Grande Inferior, en la confluencia de las rutas 2, 12 y 57. La vía férrea la separa de la ciudad de Cardona (departamento de Soriano). Aproximadamente 100 km la separan de la capital departamental Colonia del Sacramento.

## Historia
La localidad fue declarada oficialmente como pueblo por ley 8.482 del 2 de octubre de 1929, fecha que se toma como fundacional, posteriormente fue elevada a la categoría de villa por ley 15.540 del 3 de mayo de 1984, y finalmente a la categoría de ciudad por ley 16.725 del 24 de noviembre de 1995.

## Gobierno
En 2013 se creó el municipio de Florencio Sánchez.

## Población
Según el censo de 2011 la localidad contaba con una población de 3716 habitantes.
| 2607          | 1573 | 1887 | 2562 | 3038 | 3526 | 3716 | 3879 |
| (Fuente: INE) |      |      |      |      |      |      |      |

## Escuela
La Escuela N°93 lleva el nombre del dramaturgo uruguayo Florencio Sánchez y fue fundada en 1929. Su primera directora fue la maestra María Rosa Barizone. Desde 2019 su director es el maestro Daniel Núñez Giménez. Este centro docente forma parte de la Red Global de Aprendizajes, que busca el apalancamiento digital comunitario. Asimismo está en proceso de transformación al régimen de tiempo extendido.

## Cultura y Sociedad

### Comunidad
Las ciudades de Florencio Sánchez y Cardona se consideran parte de una misma comunidad debido a su proximidad geográfica, vínculos históricos, dinámicas económicas, servicios, instituciones y lazos personales. Si bien políticamente constituyen municipios diferentes, pertenecientes a diferentes departamentos y con autoridades diferentes, en el día a día de los florentinos y cardonenses no existe división alguna. Muchas instituciones y servicios, tal como la enseñanza secundaria, se concentran en la ciudad de Cardona, pero hacen uso de sus servicios los habitantes de ambas ciudades.

### Rendez Vous Estudiantil
Florencio Sánchez y Cardona comparten el Rendez Vous Estudiantil, un evento anual organizado por el Liceo Justo P. Rodríguez, ubicado en la ciudad de Cardona, pero al cual asisten los jóvenes florentinos.

### Deportes
La ciudad cuenta con diferentes centros de interés social y cultural. Entre ellos se encuentra el Club Atlético Colonia, actualmente único club de fútbol de la ciudad que compite en competiciones locales y regionales.

### Centro de rehabilitación
Desde noviembre de 2023 la ciudad cuenta con "La Casa del Alfarero", un centro de rehabilitación de adicciones.Dicho centro fue establecido por la Iglesia La Casa del Alfarero en conjunto con el Centro Evangélico Misión Finlandesa de Cardona y Florencio Sánchez. Es parte de una red de centros de rehabilitación distribuidos en diferentes localidades del Uruguay.